# Cianotoxina

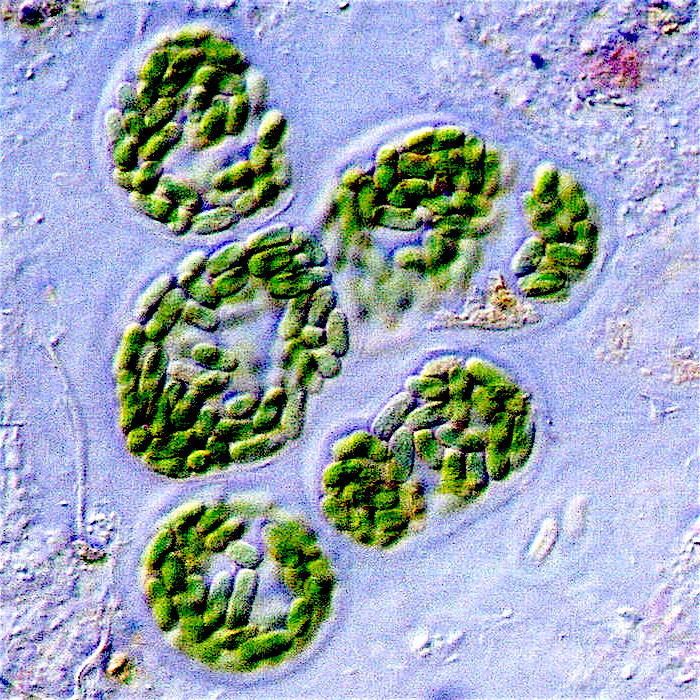
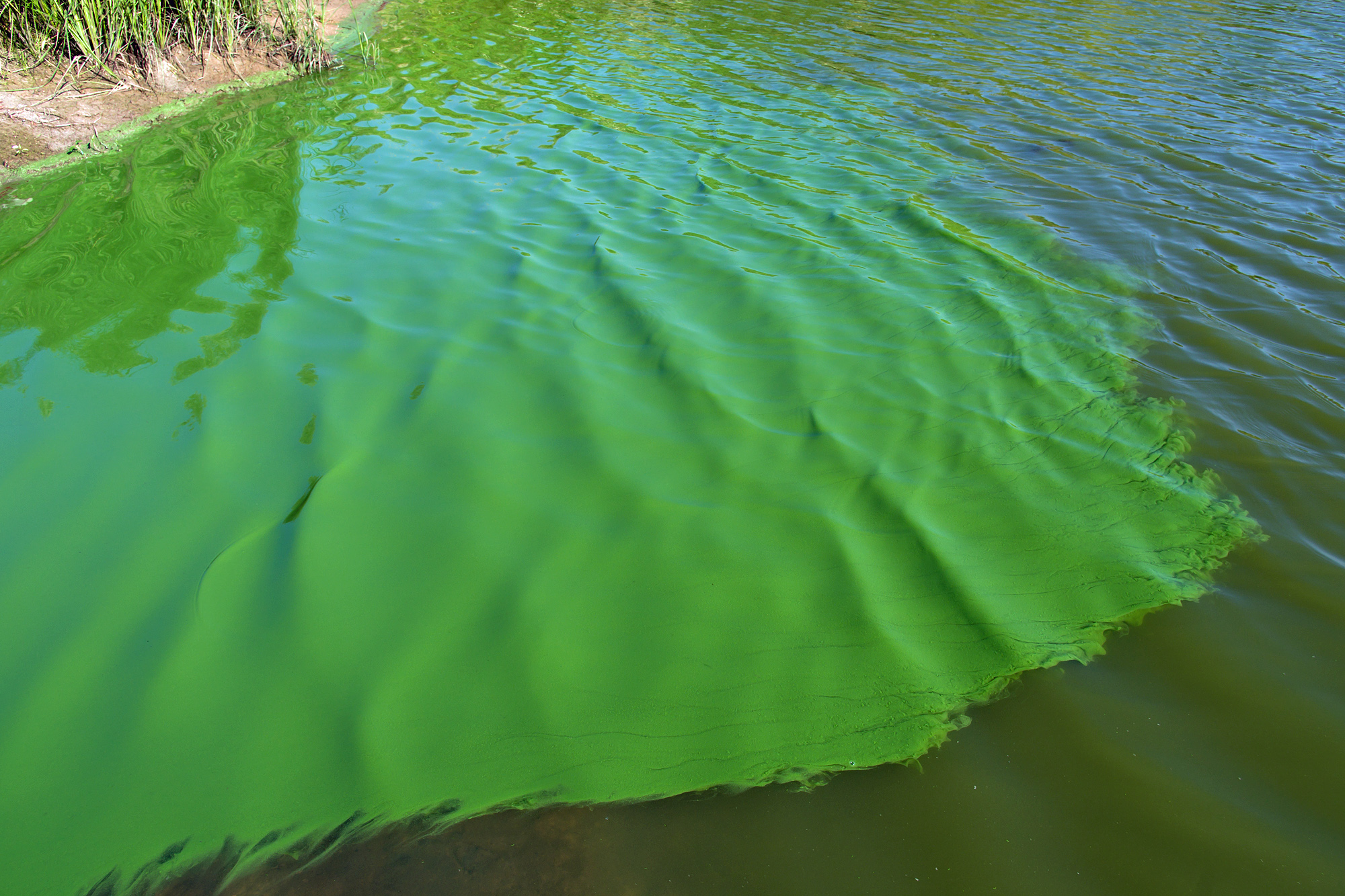
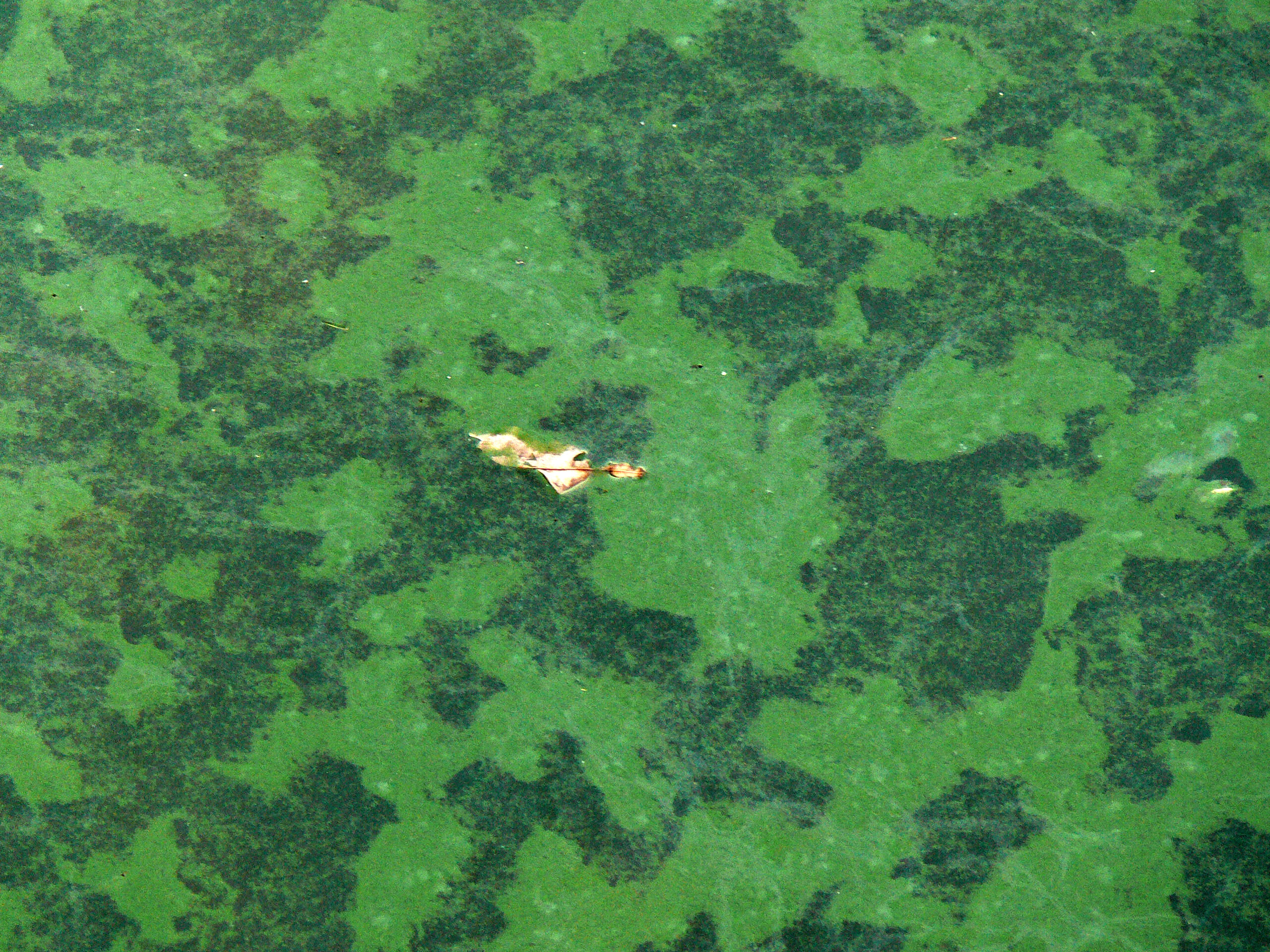

Cianotoxinas são toxinas produzidas por algumas espécies de cianobactérias em água doce ou salgada. Essas substâncias tóxicas ficam armazenadas  no citosol da célula sendo liberadas caso ocorra lise celular e são classificadas como hepatotoxinas (microcistina e nodularina), neurotoxinas (anatoxina-a, anatoxina-as, homoanatoxina-a e saxitoxina), citotoxinas (cilindrospermopsina) e dermatoxinas (lingbiatoxina).Alguns dos papéis mais importantes que as Cianotoxinas podem desempenhar para as algas que as produz é de evitar herbívora, podem funcionar como substâncias alelopaticas e ainda funciona como sinalizadores entre espécie e indivíduos . 
Em altas concentrações de cianotoxinas, primeiramente as comunidades aquáticas são afetadas. As  florações de cianobactérias tóxicas podem provocar a mortandade de peixes e outros animais, incluindo o homem, que consomem a água ou organismos contaminados.Tais florações muitas vezes são causadas por ações dos homens (como represamento e eutrofização dos corpos d’água).
Diversas cianotoxinas têm importância para a saúde pública. Estas toxinas quando presentes na água utilizada para abastecimento doméstico, pesca ou lazer, podem atingir as populações humanas e provocar efeitos adversos como gastrenterite, hepato-enterite e outras doenças do fígado e rim, câncer, irritações na pele, alergias, conjuntivite, problemas com a visão, fraqueza muscular, problemas respiratórios, asfixia,  convulsões e morte, dependendo do tipo da toxina, da concentração e da via de contato.

## Toxinas sintetizadas por cianobactérias
| Cianotoxinas        | Gêneros com potencial de síntese                                        |
| ------------------- | ----------------------------------------------------------------------- |
| Anatoxina-a         | Oscillatoria, Aphanizomenon, Planktothrix, Anabaena, Cylindrospermum    |
| Anatoxina-a(S)      | Aphanizomenon, Anabaena e Lyngbya                                       |
| Cilindrospermopsina | Cylindrospermopsis, Umezakia, Aphanizomenon, Raphidiopsis               |
| Homoanatoxina-a     | Planktothrix                                                            |
| Lingbiatoxina       | Lyngbya                                                                 |
| Microcistinas       | Microcystis, Planktothrix, Anabaena, Nostoc, Anabaenopsis, Hapalosiphon |
| Nodularinas         | Nodularia                                                               |
| Saxitoxinas         | Aphanizomenon, Anabaena, Lyngbya, Cylindrospermopsis e Planktothrix     |

## Hepatotoxinas
As hepatotoxinas produzidas pelas cianobactérias (microcistina e nodularina) agem de forma semelhante quando ingeridas, sendo responsáveis por mal estar, vômitos, cefaléia e gastrenterite. Atingem os hepatócitos pelo sistema de transporte dos ácidos biliares e induzem à despolimerização de filamentos intermediários e microfilamentos, o que leva à contração dos hepatócitos. A circulação de sangue no fígado é comprometida, resultando em hemorragias. Isto pode levar a hepato-enterite, gastrenterite e eventualmente câncer nos casos de intoxicação crônica. Episódios de ingestão de microcistina foram responsáveis por morte de peixes, animais importantes para a indústria agropecuária, animais de estimação e seres humanos. 

## Neurotoxinas
As neurotoxinas são substancias que bloqueiam a transmissão de sinais entre dois neurônios, ou entre um neurônio e seu efetor (um músculo por exemplo).
Diferentes tipos de neurotoxinas são produzidos: anatoxina-a e a homoanatoxina-a agem mimetizando o efeito de acetilcolina; já a anatoxina-a(S) pode inibir a colinesterase e bloquear os canais de sódio, todas afetando as neurotransmissões. Saxitoxinas também bloqueiam os canais de sódio.

### Citotoxinas
Cilindrospermopsina é uma citotoxina inibidora de síntese protéica, que pode afetar todas as células, mas sobretudo os rins e o fígado de mamíferos; em casos de intoxicação grave leva à necrose celular generalizada ( rins, fígado, baço, pulmão, intestino).

## Dermatoxinas
Lingbiatoxina é uma dermatoxina, afetando a pele e podendo causar irritações cutâneas.